# 11.ª etapa do Giro d'Italia de 2023
A 11.ª etapa do Giro d'Italia de 2023 teve lugar a 17 de maio de 2023 e consistiu numa etapa em linha com início no município de Camaiore e final na cidade de Tortona sobre um percurso de 142 km. Esta foi vencida pelo alemão Pascal Ackermann da equipa UAE Team Emirates, enquanto o britânico Geraint Thomas conseguiu manter a liderança.

## Classificação da etapa
| Camaiore - Tortona | etapa plana | (219 km) |

| \| Classificação por etapas \| Classificação por etapas \| Classificação por etapas \| Classificação por etapas \| Classificação por etapas \| \| Ciclista \| Ciclista \| Equipe \| Tempo \| \| \| ------------------------ \| ------------------------ \| ------------------------ \| ------------------------ \| ------------------------ \| \| 1. \| Pascal Ackermann \| UAE Team Emirates \| 5h09m02s \| \| \| 2. \| Jonathan Milan \| Bahrain Victorious \| + 0s \| \| \| 3. \| Mark Cavendish \| Astana Qazaqstan Team \| + 0s \| \| \| 4. \| Mads Pedersen \| Trek-Segafredo \| + 0s \| \| \| 5. \| Stefano Oldani \| Alpecin-Deceuninck \| + 0s \| \| \| 6. \| Vincenzo Albanese \| Eolo-Kometa \| + 0s \| \| \| 7. \| Marius Mayrhofer \| Team DSM \| + 0s \| \| \| 8. \| Davide Ballerini \| Soudal Quick-Step \| + 0s \| \| \| 9. \| Simone Consonni \| Cofidis \| + 0s \| \| \| 10. \| Arne Marit \| Intermarché-Circus-Wanty \| + 0s \| \| |                   |                          |          |
| |                   |                          |          |
| Fonte: ProCyclingStats |                   |                          |          |
| Classificação por etapas |                   |                          |          |
| Ciclista | Ciclista          | Equipe                   | Tempo    |
| 1. | Pascal Ackermann  | UAE Team Emirates        | 5h09m02s |
| 2. | Jonathan Milan    | Bahrain Victorious       | + 0s     |
| 3. | Mark Cavendish    | Astana Qazaqstan Team    | + 0s     |
| 4. | Mads Pedersen     | Trek-Segafredo           | + 0s     |
| 5. | Stefano Oldani    | Alpecin-Deceuninck       | + 0s     |
| 6. | Vincenzo Albanese | Eolo-Kometa              | + 0s     |
| 7. | Marius Mayrhofer  | Team DSM                 | + 0s     |
| 8. | Davide Ballerini  | Soudal Quick-Step        | + 0s     |
| 9. | Simone Consonni   | Cofidis                  | + 0s     |
| 10. | Arne Marit        | Intermarché-Circus-Wanty | + 0s     |

## Classificações ao final da etapa

### Classificação geral(Maglia Rosa)
| \| Classificação geral \| Classificação geral \| Classificação geral \| Classificação geral \| Classificação geral \| \| Ciclista \| Ciclista \| Equipe \| Tempo \| \| \| ------------------- \| ---------------------- \| ------------------- \| ------------------- \| ------------------- \| \| 1. \| Geraint Thomas \| Ineos Grenadiers \| 44h35m35s \| \| \| 2. \| Primož Roglič \| Jumbo-Visma \| + 2s \| \| \| 3. \| João Almeida \| UAE Team Emirates \| + 22s \| \| \| 4. \| Andreas Leknessund \| Team DSM \| + 35s \| \| \| 5. \| Damiano Caruso \| Bahrain Victorious \| + 1m28s \| \| \| 6. \| Lennard Kämna \| Bora-Hansgrohe \| + 1m52s \| \| \| 7. \| Edward Dunbar \| Team Jayco AlUla \| + 2m32s \| \| \| 8. \| Thymen Arensman \| Ineos Grenadiers \| + 2m32s \| \| \| 9. \| Laurens De Plus \| Ineos Grenadiers \| + 2m36s \| \| \| 10. \| Aurélien Paret-Peintre \| AG2R Citroën Team \| + 2m48s \| \| |                        |                    |           |
| |                        |                    |           |
| Fonte: ProCyclingStats |                        |                    |           |
| Classificação geral |                        |                    |           |
| Ciclista | Ciclista               | Equipe             | Tempo     |
| 1. | Geraint Thomas         | Ineos Grenadiers   | 44h35m35s |
| 2. | Primož Roglič          | Jumbo-Visma        | + 2s      |
| 3. | João Almeida           | UAE Team Emirates  | + 22s     |
| 4. | Andreas Leknessund     | Team DSM           | + 35s     |
| 5. | Damiano Caruso         | Bahrain Victorious | + 1m28s   |
| 6. | Lennard Kämna          | Bora-Hansgrohe     | + 1m52s   |
| 7. | Edward Dunbar          | Team Jayco AlUla   | + 2m32s   |
| 8. | Thymen Arensman        | Ineos Grenadiers   | + 2m32s   |
| 9. | Laurens De Plus        | Ineos Grenadiers   | + 2m36s   |
| 10. | Aurélien Paret-Peintre | AG2R Citroën Team  | + 2m48s   |

### Classificação por pontos(Maglia Ciclamino)
| Classificação por pontos | Classificação por pontos | Classificação por pontos | Classificação por pontos | Classificação por pontos |
| Ciclista                 | Ciclista                 | Equipe                   | Pontos                   |                          |
| ------------------------ | ------------------------ | ------------------------ | ------------------------ | ------------------------ |
| 1.                       | Jonathan Milan           | Bahrain Victorious       | 164 pts                  |                          |
| 2.                       | Mads Pedersen            | Trek-Segafredo           | 128 pts                  |                          |
| 3.                       | Kaden Groves             | Alpecin-Deceuninck       | 100 pts                  |                          |
| 4.                       | Pascal Ackermann         | UAE Team Emirates        | 88 pts                   |                          |
| 5.                       | Derek Gee                | Israel-Premier Tech      | 64 pts                   |                          |
| 6.                       | Michael Matthews         | Team Jayco AlUla         | 60 pts                   |                          |
| 7.                       | Magnus Cort              | EF Education-EasyPost    | 56 pts                   |                          |
| 8.                       | Mark Cavendish           | Astana Qazaqstan Team    | 51 pts                   |                          |
| 9.                       | Vincenzo Albanese        | Eolo-Kometa              | 44 pts                   |                          |
| 10.                      | Davide Bais              | Eolo-Kometa              | 39 pts                   |                          |

### Classificação da montanha(Maglia Azzurra)
| Classificação da montanha | Classificação da montanha | Classificação da montanha  | Classificação da montanha | Classificação da montanha |
| Ciclista                  | Ciclista                  | Equipe                     | Pontos                    |                           |
| ------------------------- | ------------------------- | -------------------------- | ------------------------- | ------------------------- |
| 1.                        | Davide Bais               | Eolo-Kometa                | 104 pts                   |                           |
| 2.                        | Thibaut Pinot             | Groupama-FDJ               | 50 pts                    |                           |
| 3.                        | Karel Vacek               | Team Corratec-Selle Italia | 36 pts                    |                           |
| 4.                        | Amanuel Gebrezgabihier    | Trek-Segafredo             | 26 pts                    |                           |
| 5.                        | Ben Healy                 | EF Education-EasyPost      | 24 pts                    |                           |
| 6.                        | Aurélien Paret-Peintre    | AG2R Citroën Team          | 22 pts                    |                           |
| 7.                        | Alessandro De Marchi      | Team Jayco AlUla           | 22 pts                    |                           |
| 8.                        | Veljko Stojnić            | Team Corratec-Selle Italia | 21 pts                    |                           |
| 9.                        | Francesco Gavazzi         | Eolo-Kometa                | 18 pts                    |                           |
| 10.                       | Warren Barguil            | Arkéa-Samsic               | 16 pts                    |                           |

### Classificação dos jovens(Maglia Bianca)
| Classificação dos jovens | Classificação dos jovens | Classificação dos jovens | Classificação dos jovens | Classificação dos jovens |
| Ciclista                 | Ciclista                 | Equipe                   | Tempo                    |                          |
| ------------------------ | ------------------------ | ------------------------ | ------------------------ | ------------------------ |
| 1.                       | João Almeida             | UAE Team Emirates        | 44h35m57s                |                          |
| 2.                       | Andreas Leknessund       | Team DSM                 | + 13s                    |                          |
| 3.                       | Thymen Arensman          | Ineos Grenadiers         | + 2m10s                  |                          |
| 4.                       | Santiago Buitrago        | Bahrain Victorious       | + 4m18s                  |                          |
| 5.                       | Ilan Van Wilder          | Soudal Quick-Step        | + 11m45s                 |                          |
| 6.                       | Alexander Cepeda         | EF Education-EasyPost    | + 13m23s                 |                          |
| 7.                       | Einer Rubio              | Movistar Team            | + 16m48s                 |                          |
| 8.                       | Michel Hessmann          | Jumbo-Visma              | + 17m50s                 |                          |
| 9.                       | Filippo Zana             | Team Jayco AlUla         | + 23m52s                 |                          |
| 10.                      | Marco Frigo              | Israel-Premier Tech      | + 25m29s                 |                          |

### Classificação por equipas"Super team"
| Classificação por equipes | Classificação por equipes | Classificação por equipes | Classificação por equipes |
| Equipe                    | Equipe                    | Tempo                     |                           |
| ------------------------- | ------------------------- | ------------------------- | ------------------------- |
| 1.                        | Ineos Grenadiers          | 133h46m54s                |                           |
| 2.                        | EF Education-EasyPost     | + 6m17s                   |                           |
| 3.                        | Bahrain Victorious        | + 6m19s                   |                           |
| 4.                        | Jumbo-Visma               | + 8m09s                   |                           |
| 5.                        | UAE Team Emirates         | + 10m45s                  |                           |
| 6.                        | Soudal Quick-Step         | + 17m46s                  |                           |
| 7.                        | Bora-Hansgrohe            | + 20m22s                  |                           |
| 8.                        | Groupama-FDJ              | + 27m01s                  |                           |
| 9.                        | Israel-Premier Tech       | + 27m21s                  |                           |
| 10.                       | Astana Qazaqstan Team     | + 33m01s                  |                           |

## Abandonos
- Natnael Tesfatsion (Trek-Segafredo) não tomou a saída.
- Stefano Gandin (Corratec-Selle Italia) não tomou a saída.
- Jonathan Caicedo (EF Education-EasyPost) não tomou a saída.
- Andrea Vendrame (AG2R Citroën Team) não tomou a saída.
- Jan Hirt (Soudal Quick-Step) não tomou a saída.
- Josef Černý (Soudal Quick-Step) não tomou a saída.
- Louis Vervaeke (Soudal Quick-Step) não tomou a saída.
- Mattia Cattaneo (Soudal Quick-Step) não tomou a saída.
- Óscar Rodríguez (Movistar Team) retirou-se durante a etapa por motivo de uma queda.
- Tao Geoghegan Hart (Ineos Grenadiers) retirou-se durante a etapa por motivo de uma queda.